# Romano L. Mazzoli

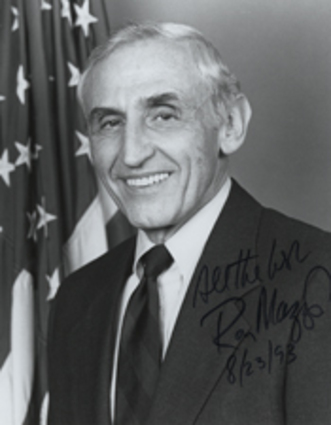
Romano L. Mazzoli

Romano Louis Mazzoli (* 2. November 1932 in Louisville, Kentucky; † 1. November 2022 ebenda) war ein US-amerikanischer Jurist und Politiker (Demokratische Partei). Zwischen 1971 und 1995 vertrat er den Bundesstaat Kentucky im US-Repräsentantenhaus.

## Werdegang

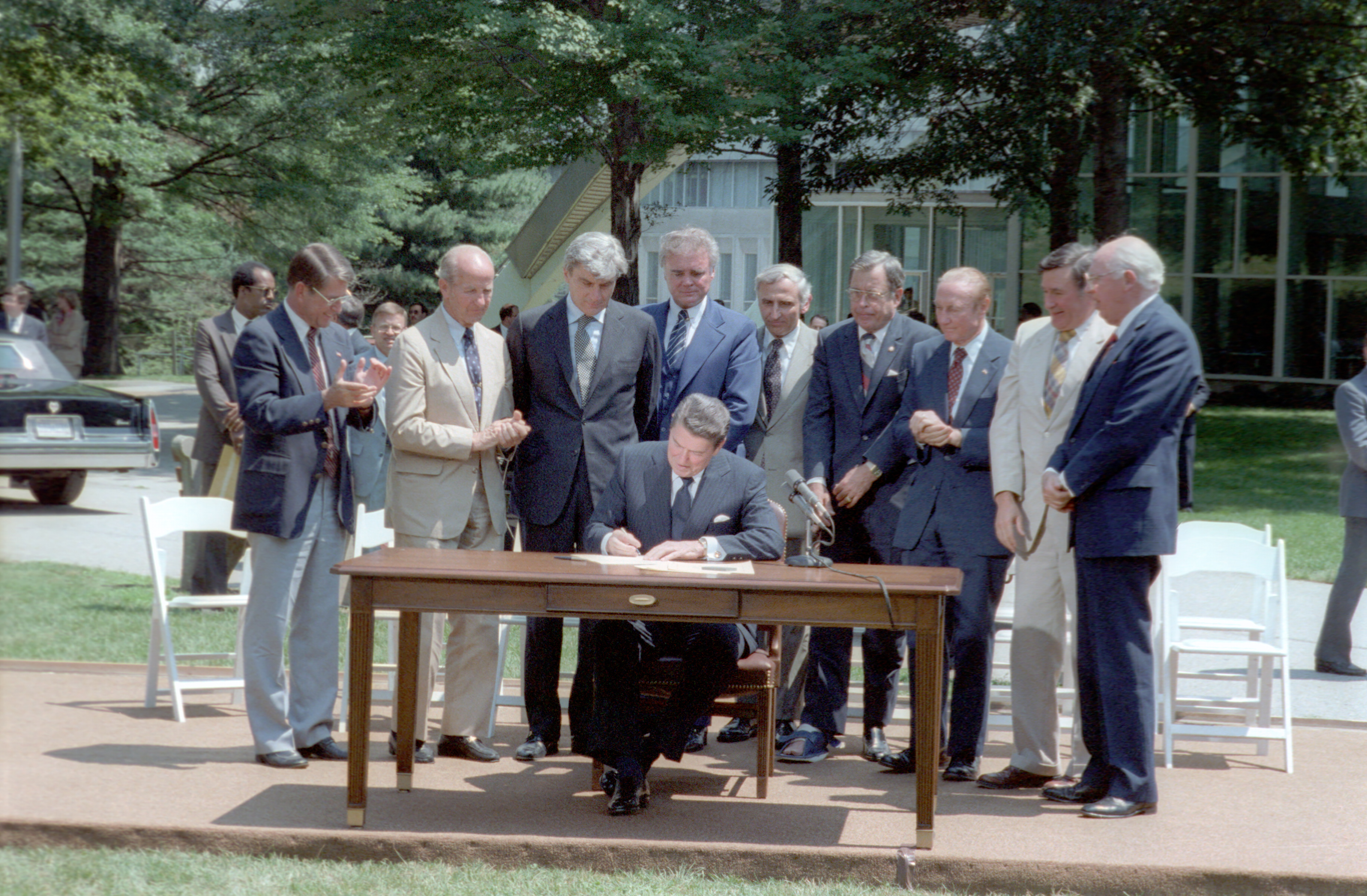
US-Präsident Ronald Reagan im CIA-Hauptquartier, Romano Mazzoli (5. v. r.) (Juni 1982)

Romano Mazzoli genoss zunächst eine private Schulausbildung in seiner Heimatstadt Louisville. Danach studierte er bis 1954 an der University of Notre Dame in South Bend (Indiana). Zwischen 1954 und 1956 diente er als Soldat in der United States Army. Nach einem anschließenden Jurastudium an der University of Louisville und seiner 1960 erfolgten Zulassung als Rechtsanwalt begann er in Louisville in diesem Beruf zu arbeiten. Zwischen 1963 und 1967 hielt er Vorlesungen über das Geschäftsrecht am Bellamine College.
Politisch schloss sich Mazzoli der Demokratischen Partei an. Zwischen 1968 und 1970 saß er im Senat von Kentucky. Bei den Kongresswahlen des Jahres 1970 wurde er im dritten Wahlbezirk seines Staates in das US-Repräsentantenhaus in Washington, D.C. gewählt, wo er am 3. Januar 1971 die Nachfolge des Republikaners William O. Cowger antrat. Nach elf Wiederwahlen konnte er bis zum 3. Januar 1995 zwölf zusammenhängende Legislaturperioden im Kongress absolvieren. Dort war er zusammen mit Senator Alan K. Simpson aus Wyoming die treibende Kraft hinter einer Reform der Einwanderungsbestimmungen, die als Immigration Reform and Control Act of 1986 bekannt wurde. 1986 war Mazzoli an der Durchführung des Amtsenthebungsverfahrens gegen Bundesrichter Harry E. Claiborne beteiligt.
Während seiner Zeit im US-Repräsentantenhaus endete der Vietnamkrieg. 1974 überschattete die Watergate-Affäre das politische Leben in den Vereinigten Staaten. In den Jahren 1971 und 1992 wurden der 26. und der 27. Verfassungszusatz ratifiziert. 1994 verzichtete Mazzoli auf eine erneute Kandidatur. Nach seiner Zeit im Kongress lehrte er an verschiedenen Universitäten Jura. Im Jahr 2002 war er an der politischen Fakultät der Harvard University, der Harvard Kennedy School, tätig. 2006 war er Mitverfasser eines Artikels in der Washington Post, der sich mit den von ihm 1986 mitverfassten Einbürgerungsgesetz in der heutigen Zeit befasste.
Mazzoli starb Anfang November 2022, einen Tag vor seinem 90. Geburtstag. 